# シュガーアップル・フェアリーテイル
『シュガーアップル・フェアリーテイル』は、三川みりによる日本のライトノベル。イラスト担当はあき。角川ビーンズ文庫（角川書店）より2010年3月から2024年3月まで刊行された。第7回角川ビーンズ小説大賞審査員特別賞受賞作。2024年3月時点で電子版を含めた関連累計部数は83万部を突破している。
メディアミックスとして、幸村アルトによるコミカライズ『銀砂糖師と黒の妖精 〜シュガーアップル・フェアリーテイル〜』が『花とゆめonline』（白泉社）にて2012年11月から2014年10月まで連載されたほか、夜空のうどんによるコミカライズ『シュガーアップル・フェアリーテイル』が『ヤングエース』(KADOKAWA) にて2021年12月号より2024年1月号まで連載、此匙によるコミカライズ『シュガーアップル・フェアリーテイル 〜銀砂糖師の家〜』がウェブコミック配信サイト『FLOS COMIC』（同社） にて2023年8月より2025年4月まで連載。また、テレビアニメが制作され、第1クールは2023年1月から3月まで放送された。第2クールは同年7月から9月まで放送された。

## あらすじ
人間が妖精を使役するハイランド。母を亡くしたばかりの少女・アンは、母のあとを継ぎ、銀砂糖師になることを決意。用心棒として、口の悪い戦士妖精のシャルを雇い、銀砂糖師の称号を得るため王都へと旅立つ。

## 登場人物・妖精
声の項は特記が無い限りテレビアニメ版の声優。

### 主要人物・妖精
アン・ハルフォード
声 - 貫井柚佳 / 大久保瑠美（ドラマCD）
本作の主人公。真面目でお人好しな少女。各地を旅しながら、亡き母親のような銀砂糖師を目指して腕を磨いている。外見は麦の穂色の髪にやせっぽちで小柄な体型をしており、「かかし」呼ばわりされることもある。
妖精を使役することを嫌い、身を守るために仕方なく商人から買ったシャルに対しても命令することが出来ない。シャルやミスリルとは対等の関係を築こうとしている。
シャルに心惹かれているが、妖精と人間の種族の違いで戸惑っていた。シャルからの告白を受け、シャルと恋人同士となる。
一度ラファルに剣で貫かれ命を落としかけるも、エリルの能力で命を取り留める。だが、それと引き換えに砂糖菓子作りを含めた銀砂糖の扱いに関する技術を失い、エリオットの協力のもとペイジ工房で修業を始めた。
シャルとラファルの戦いの後は、自身の貯金をはたき、ルイストン近くの砂糖林檎の林のほとりに家を建てて、しばらくはミスリルと2人で暮らしていたが、行方不明だったシャルが1年後に戻ってきたことにより、3人で暮らすようになった。その後、シャルと結婚式を挙げた。
シャル・フェン・シャル
声 - 水中雅章 / 櫻井孝宏（ドラマCD）
高い能力を持つ戦士妖精。黒曜石から生まれた妖精で全身黒づくめ。ぞっとするほど整った容姿を持つが、口が悪く態度は尊大。愛玩妖精と間違われることは日常茶飯事。人間不信気味だが、アンと深く関わる中でそれが解けていく。アンから羽を返して貰った後も、自らの意志でアンと行動を共にする。次第にアンに惹かれていった（恋人同士の関係になった後に結婚している）。
後に自らが生まれた黒曜石は、最後の妖精王・リゼルバの持つ剣にはめこまれた三つの貴石のうちの一つであることを知る。
物語終盤で、人間王（エドモンド二世）と交わした誓約を守るために、ラファルと戦い、ラファルと共に崖から落ちて行方不明になる。その後、記憶喪失となり、妖精狩人とその弟に拾われて共に暮らしていた。一年後の秋に砂糖林檎がきっかけで記憶を取り戻し、銀砂糖妖精筆頭の力を借りて、アンの元に帰ってきた。その後、エリルたちの協力を得てアンとの結婚式を挙げた。
ミスリル・リッド・ポッド
声 - 高橋李依
湖水の水滴から生まれた妖精。妖精狩人の暴挙から救ってくれたアンに恩を返すため、無理やり旅についてくる。最終巻後の番外編の時点でもアンとシャルと共に暮らしており、2人が恋人同士だった頃からいつイチャイチャするのか見るのが日課（趣味）のようなものとなっている。
寿命によって命を失いかけるも、エリルによって命を取り留めた。だが、彼本来の能力である水を生み出す能力を失ってしまう。
色の妖精の才能があるらしく、現在は色の妖精を目指している。
ヒュー・マーキュリー
声 - 前野智昭
銀砂糖子爵でマーキュリー工房長。ワイルドな風貌の男性。偶然知り合ったアンのことを何かと気にかけている。アンの砂糖菓子職人としての腕を認めており、マーキュリー工房に誘うが断られたことがある。
サリム
ヒューの護衛を務める青年。褐色の肌を持つ。
アルフ・ヒングリー
声 - 寺島拓篤
渾名はキャット。銀砂糖師で、その腕前はヒューに匹敵するとされている。昔はマーキュリー工房派に所属し、ヒューとは共に修行した仲。キャットという渾名はヒューがつけたものであり、それを恨んでヒューのことをボケなす野郎と呼ぶ。一時期アンを雇っていたことがあり、アンのことを弟子のように思い、気にかけている。
ベンジャミン
声 - 鈴木みのり
キャットが使役している労働妖精。寝てばかりいるが、料理は得意。ミスリルのことをスルスルと呼ぶ。
キース・パウエル
声 - 上村祐翔 / 石田彰（ドラマCD）
銀砂糖師を目指す、腕の良い砂糖菓子職人。亡き父親は前銀砂糖子爵。品が良く誠実な人柄を持ち、落ち込んだアンを励ましたり助けたりする。ラドクリフ工房に所属していたが、後に自らの工房を立ち上げるため独立する

### マーキュリー工房派
派閥の長はヒュー・マーキュリー。
ジョン・キレーン
声 - 柳田淳一
銀砂糖師でマーキュリー工房長代理を務める片眼鏡の青年。ヒューを尊敬している。エリオットと親しく、マーキュリー工房に誘ったことがある。

### ラドクリフ工房派
派閥の長はマーカス・ラドクリフ。
ジョナス
声 - 川島零士
裕福な砂糖菓子店の息子でラドクリフ工房長の甥。王子様のような外見を持つプレイボーイだが、気弱な面もある。銀砂糖師を目指す。私利私欲の為にアンを利用しようと口説くが、失敗に終わる。
キャシー
声 - 山根綺
ジョナスが使役している労働妖精。ジョナスのことが好き。
マーカス・ラドクリフ
声 - 間宮康弘
ラドクリフ工房長でジョナスの伯父。
ステラ・ノックス
銀砂糖師を目指せるほどの実力者だが、病弱で砂糖菓子品評会への参加が困難な砂糖菓子職人。銀砂糖妖精の技術の継承者の一人に選ばれる。

### ペイジ工房派
3つの砂糖菓子派閥の中で最も歴史が古い工房で、砂糖菓子派閥のおおもと。派閥の長はグレン・ペイジ。
エリオット・コリンズ
声 - 興津和幸 / 鳥海浩輔（ドラマCD）
ペイジ工房長の代理を務める銀砂糖師。人を食ったような性格をしている。病弱な母親と姉を養う為、幼いころからグレンの元で見習いとして育った。アンをペイジ工房に誘う。
ブリジット・ペイジ
声 - 真野あゆみ
ペイジ工房長の一人娘。シャルに一目惚れをし、手に入れようとする。性別と立場を理由に砂糖菓子職人になりたいという望みを否定され、孤立感を抱えている。
後にオーランドと恋人同士になり、婚約をしている。
グレン・ペイジ
声 - 山本兼平
ペイジ工房長。心臓の病を抱えている。
オーランド・ラングストン
声 - 岡本信彦
ペイジ工房の砂糖菓子職人。アンが来るまでは職人頭を務めていた。気難しく愛想がないが、腕は良い。早くに砂糖菓子職人だった父親を亡くし、グレンの元で見習いとして引き取られて育った。ブリジットに対し、目に余る言動に苛つきながらも気にかけている。
キング
声 - 沖野晃司
ペイジ工房の砂糖菓子職人。昔は手のつけられない悪童で不良仲間の王様だった。堂々とした風貌と物腰を持つが、女性には不慣れ。
ヴァレンタイン
声 - 田丸篤志
ペイジ工房の砂糖菓子職人。頭が良く、数学者を目指してルイストンの学校に通っていたが、両親が亡くなり学費が払えなくなって退学、ペイジ工房にやってきた。狂いのないきっちりした図形の砂糖菓子を作る。
ナディール
声 - 千葉翔也
ペイジ工房の砂糖菓子職人。大陸の王国出身。緻密で細かい砂糖菓子を作る。明るくて元気な少年。

### 王族・貴族
エリザベス・ローウェル
リゼルバの剣の黒曜石を見つめ続けてシャルを生み出した女性。通称リズ。セントハイド城でシャルを匿い、幼少期を共に過ごす。シャルに恋愛感情を持っていたが、叶わなかった。100年前、シャルを匿い逃がした罪で人間に殺害される。
ウィリアム・アルバーン
声 - 内山昂輝
アルバーン家当主でフィラックス公爵。ミルズランド王家に並ぶ高貴な血筋を持ち、王国最後の火種と呼ばれている。愛する妖精クリスティーナを亡くしたことで、彼女の姿をした砂糖菓子を求めて砂糖菓子職人を募集する。
クリスティーナ
本来の名はレアリス・シール・エリル。海から生まれた水の妖精。生まれてすぐにフィラックス公に保護されたため、羽を奪われたことも人間に使役されたこともない。フィラックス公の元で3年間過ごし、寿命を迎えて消滅した。
エドモンド二世
声 - 山下誠一郎
ハイランド王国国王。ミルズランド王家出身。
マルグリット
声 - 関根明良
ハイランド王国王妃。ヒューとは彼が砂糖菓子職人見習いの頃からの知り合いで、密かに想いを寄せていたことがある。
ダウニング
声 - 山本格
伯爵。ミルズランド王家に絶大な忠誠を誓っている、抜け目のない老臣。王族ではないが、国王からの厚い信頼と多大な功績により臣下の中では最も強大な権力を持つ。
王国の平穏を願う余り、わずかな騒乱の種も力でねじ伏せ排除しようとする。銀砂糖子爵の後見人を務めていたが、後に引退する。
アーノルド・コレット
公爵。エドモンド二世を補佐する宰相であり、ダウニング伯爵が引退した後は銀砂糖子爵の後見人となる。
冷徹で切れ者の政治家で、目的のためなら国王を謀ることも厭わない人物。
物語終盤では政治を思い通りにできなくなったことから、ハイランド王国の宰相を辞め、大陸に渡った。

### 妖精
ラファル・フェン・ラファル
声 - 斉藤壮馬
リゼルバの持つ剣にはめこまれたオパールから生まれた戦士妖精。美しい容姿と高い戦闘能力を持つ。リゼルバの剣にはめこまれた貴石の妖精達は次代の妖精王となるべく選ばれた存在だと信じており、シャルに強い執着心を持つ。人間と兄弟石以外の妖精に対して根深い憎しみを抱いている。
シャルとの戦いのあと、記憶喪失となり、息子を失くした老人に拾われ、共に暮らしている。偶然とはいえその状態でシャルと会っているが、その時には彼のことは覚えておらず、老人を庇おうとする姿勢を見せた。
エリル・フェン・エリル
リゼルバの持つ剣にはめこまれたダイヤモンドから生まれた戦士妖精。星の光のような白っぽい銀の髪と銀の瞳を持った美しい少年の姿をしている。シャルとラファルの兄弟石で、高い戦闘能力を持つ。また、大きな代償と引き換えに失いかけた命を繋ぎ止める能力もある。雛鳥のようにラファルを慕い、行動を共にしようとする。
ラファルが戦士妖精と蜂起した際には、悩み抜いた末、結果的にはシャルやアンの側につき、銀の妖精王としてシャルに間接的に命を下した。シャルとラファルの戦いの後には、銀砂糖妖精筆頭のところで静かに暮らしている。と同時に、エドモンド二世から本を借りて人間について学んでいる様子。
生まれて間もない上にラファルの影響で善悪の判断が出来ないところがあるが、根は純粋。
ノア
声 - 石見舞菜香
少年の姿をした労働妖精。主人の死後も言いつけを忠実に守り、ホリーリーフ城で敬愛する主人の帰りを待ち続けていた。
亡き主人の想いを受け入れた後、ペイジ工房で銀砂糖妖精を目指して修行を始める。
リゼルバ・シリル・サッシュ
最後の妖精王。容姿から紅玉石の妖精だと推測される。500年前、当時の人間王・セドリックとの戦いに敗れ、消滅する。次代の妖精王を生むための貴石を3つ選び、自らの剣にはめこんでいた。
ルル・リーフ・リーン
リゼルバにより大樹から生を受けた妖精。銀砂糖妖精として100年ほどリゼルバに仕えた。リゼルバの死後は王家に捕らえられ、その存在は限られた者にしか知らされなかった。
美しい容姿に似合わず、ズケズケものを言う性格。妖精の中でも長寿で600年生き続けている。
ルスル・エル・ミン
声 - 市ノ瀬加那
アンにより草の実から生を受けた妖精。人間に使役されたことはないが、ラファルに仕える際に自ら片羽を差し出してしまう。

### その他
エマ・ハルフォード
声 - 久川綾
アンの母親で銀砂糖師。アンと2人で旅をしながら砂糖菓子を作って生活していたが、病に倒れる。ジョナスの実家で療養していたが、闘病の甲斐なく死亡する。アンが生まれる前はどのような人生を送っていたか謎に包まれていたが、後に判明する。銀砂糖を開発したとして妖精に敬意を払っている。

レジナルド・ストー
妖精商人ギルドの代表。通称「狼」。灰色の髪と瞳をした、長身の男。
意識不明状態のラファルを捕え、その身柄と引き換えにミルズランド王家相手に妖精商人の納税率の引き下げを交渉する。
内乱でチェンバー家の家臣だった父と母を処刑され、ミルズランド王家に財産を剥ぎ取られて荒野に放り出された過去を持つ。

## 用語解説
砂糖菓子
妖精の寿命を延ばし、人々に幸福を与えるとされる聖なる食べ物。
銀砂糖師
王家から勲章を授与された、特別な砂糖菓子職人のこと。年に一度ルイストンで開かれる砂糖菓子品評会で選ばれる。
銀砂糖子爵
全ての銀砂糖師の頂点であり、彼らの庇護者として立つ者。その権力は本人一代限りのものであり、ごく特例を除いて国王陛下のため以外に砂糖菓子を作ることは禁じられている。

## 既刊一覧

### 小説

#### オリジナル版
- 三川みり（著）・あき（イラスト） 『シュガーアップル・フェアリーテイル』 角川書店→KADOKAWA〈角川ビーンズ文庫〉、全20巻
  1. 「銀砂糖師と黒の妖精」2010年4月1日初版発行（3月31日発売[15]）、ISBN 978-4-04-455007-3
  2. 「銀砂糖師と青の公爵」2010年8月1日初版発行（7月31日発売[16]）、ISBN 978-4-04-455016-5
  3. 「銀砂糖師と白の貴公子」2010年12月1日初版発行（11月30日発売[17]）、ISBN 978-4-04-455023-3
  4. 「銀砂糖師と緑の工房」2011年4月1日初版発行（3月31日発売[18]）、ISBN 978-4-04-455044-8
  5. 「銀砂糖師と紫の約束」2011年8月1日初版発行（7月30日発売[19]）、ISBN 978-4-04-455023-3
  6. 「銀砂糖師と赤の王国」2011年10月1日初版発行（9月30日発売[20]）、ISBN 978-4-04-455056-1
  7. 「銀砂糖師と黄の花冠」2012年1月1日初版発行（2011年12月28日発売[21]）、ISBN 978-4-04-100091-5
  8. 「銀砂糖師と灰の狼」2012年4月1日初版発行（3月31日発売[22]）、ISBN 978-4-04-100222-3
  9. 「銀砂糖師と虹の後継者」2012年8月1日初版発行（7月31日発売[23]）、ISBN 978-4-04-100402-9
  10. 「銀砂糖師と水の王様」2012年10月1日初版発行（9月29日発売[24]）、ISBN 978-4-04-100502-6
  11. 「銀砂糖師と金の繭」2013年1月1日初版発行（2012年12月28日発売[25]）、ISBN 978-4-04-100637-5
  12. 「王国の銀砂糖師たち」2013年4月1日初版発行（3月30日発売[26]）、ISBN 978-4-04-100769-3
  13. 「銀砂糖師と紺の宰相」2013年9月1日初版発行（同日発売[27]）、ISBN 978-4-04-100975-8
  14. 「銀砂糖師と銀の守護者」2014年1月1日初版発行（同日発売[28]）、ISBN 978-4-04-101159-1
  15. 「銀砂糖師と緋の争乱」2014年5月1日初版発行（同日発売[29]）、ISBN 978-4-04-101528-5
  16. 「銀砂糖師と黒の妖精王」2014年9月1日初版発行（同日発売[30]）、ISBN 978-4-04-101527-8
  17. 「銀砂糖師たちの未来図」2015年2月1日初版発行（同日発売[31]）、ISBN 978-4-04-102331-0
  18. 「銀砂糖師と深紅の夜明け」2023年1月1日初版発行（2022年12月28日発売[32]）、ISBN 978-4-04-113299-9
  19. 「銀砂糖師と紫紺の楽園」2023年8月1日初版発行（同日発売[33]）、ISBN 978-4-04-113850-2
  20. 「銀砂糖師と黄金の誓い」2024年3月1日初版発行（同日発売[7]）、ISBN 978-4-04-114708-5

#### 完全版
- 三川みり（著）・あき（イラスト） 『シュガーアップル・フェアリーテイル Collector's Edition』 KADOKAWA、既刊3巻（2023年3月1日現在）
  1. 2022年12月28日初版発行（同日発売[34]）、ISBN 978-4-04-113196-1
  2. 2023年2月1日初版発行（同日発売[35]）、ISBN 978-4-04-113197-8
  3. 2023年3月1日初版発行（同日発売[36]）、ISBN 978-4-04-113198-5

### 漫画
- 三川みり（原作）・幸村アルト（漫画）・あき（キャラクター原案） 『銀砂糖師と黒の妖精〜シュガーアップル・フェアリーテイル〜』 白泉社〈花とゆめコミックス〉、全2巻
  1. 2013年8月20日発売[37]、ISBN 978-4-592-19771-3
  2. 2014年10月20日発売[38]、ISBN 978-4-592-19781-2
- 三川みり（原作）・夜空のうどん（漫画）・あき（キャラクター原案） 『シュガーアップル・フェアリーテイル』 KADOKAWA〈角川コミックス・エース〉、全4巻
  1. 2022年6月3日発売[39][40]、ISBN 978-4-04-112484-0
  2. 2022年12月28日発売[41]、ISBN 978-4-04-113054-4
  3. 2023年8月4日発売[42]、ISBN 978-4-04-113516-7
  4. 2024年3月4日発売[43]、ISBN 978-4-04-114341-4
- 三川みり（原作）・此匙（漫画）・あき（キャラクター原案） 『シュガーアップル・フェアリーテイル 〜銀砂糖師の家〜』 KADOKAWA〈FLOScomic〉、全3巻
  1. 2024年1月17日発売[44][45]、ISBN 978-4-04-683135-4
  2. 2024年10月4日発売[46]、ISBN 978-4-04-684111-7
  3. 2025年4月4日発売[47]、ISBN 978-4-04-684676-1

## 原画展
2013年8月17日から9月23日まで大阪・紀伊國屋書店阪急32番街コミックハウスにて、原作小説の新刊『シュガーアップル・フェアリーテイル 銀砂糖師と紺の宰相』と、幸村アルトによるコミカライズ『銀砂糖師と黒の妖精 〜シュガーアップル・フェアリーテイル〜』第1巻の発売を記念した原画展が開催された。会場では幸村の原稿、あきのイラスト、三川の仕事場写真などが展示された。

## テレビアニメ
2021年10月にアニメ化企画が進行中であることが発表され、AT-Xほかにて2023年1月から3月まで第1クールが放送された。第2クールは同年7月から9月まで放送された。

### スタッフ
- 原作 - 三川みり[10][13]
- 原作イラスト - あき[10][13]
- 監督 - 鈴木洋平[10][13]
- シリーズ構成 - 水上清資[10][13]
- キャラクターデザイン - 飯塚晴子[10][13]
- サブキャラクターデザイン - 古木舞[12][13]
- キャラ設定 - 田中愛美、山下真子、古木舞
- 砂糖菓子デザイン - 向井吉秀、古木舞
- 美術監督 - 鈴木朗[12][13]
- 色彩設計 - 日野亜朱佳[12][13]
- 撮影監督 - 間中秀典[12][13]
- 編集 - 近藤勇二[12][13]
- 3DCGディレクター - 鈴木友里恵
- 音響監督 - 明田川仁[12][13]
- 音楽 - 椿山日南子[10][13]
- 音楽制作 - フライングドッグ[10][13]
- 音楽制作ディレクター（第1クール） - 佐藤正和、深水円
- 音楽制作プロデューサー（第2クール） - 福田正夫、佐々木史朗
- プロデューサー - 小倉理絵、新田妙美、髙橋佳那子、松倉友二、伊藤将生、松井優子、西前朱加
- アニメーション制作プロデューサー - 松尾洸甫
- アニメーション制作 - J.C.STAFF[10][13]
- 製作 - 「シュガーアップル・フェアリーテイル」製作委員会[10][52]

### 主題歌
「ミュージカル」
鈴木みのりによるオ第1クーループニングテーマ。作詞は岩里祐穂、作曲は金山秀士、編曲は椿山日南子。
「叶える」
諸星すみれによる第1クールエンディングテーマ。作詞は岩里祐穂、作曲は南直博、編曲はNAOKI-T。
「I Will Go On」
諸星すみれによる第1クール第12話挿入歌。作詞は岩里祐穂、作曲は佐々木裕、編曲は白戸佑輔。
「サプライズ」
中島怜による第2クールオープニングテーマ。作詞は岩里祐穂、作曲は前口ワタル、編曲はh-wonder。
「door」
東山奈央による第2クールエンディングテーマ。作曲は矢吹香耶、作曲・編曲は黒川陽介。

### 各話リスト
| 話数   | サブタイトル             | 脚本     | 絵コンテ          | 演出                                | 作画監督                                                 | 総作画監督                 | 初放送日      |
| ------ | ------------------------ | -------- | ----------------- | ----------------------------------- | -------------------------------------------------------- | -------------------------- | ------------- |
| 第1話  | かかしと妖精             | 水上清資 | 鈴木洋平          | 石田美由紀                          | 前田ゆり子                                               | 飯塚晴子 古木舞            | 2023年 1月6日 |
| 第2話  | ブラディ街道             | 水上清資 | 鈴木行            | 森田侑希                            | 吉田翔太 段冠嵩 柳瀬譲二 関本美穂                        | 谷川政輝 音地正行          | 1月13日       |
| 第3話  | 砂糖林檎は裏切りの木     | 和場明子 | 頂真司            | 海宝興蔵                            | 森藤希子 二宮那奈子 鷲田敏弥 大西紀子 菊池華子 田守優希  | 古木舞 谷川政輝            | 1月20日       |
| 第4話  | 王家勲章の行方           | 水上清資 | 鈴木洋平          | 田中瑛                              | 高橋みか 坂本哲也                                        | 飯塚晴子 谷川政輝          | 1月27日       |
| 第5話  | アンと猫の砂糖菓子店     | 冨田頼子 | 大畑清隆          | 石田美由紀 泉しづか                 | 河村あかり 下江一正 前田ゆり子                           | 古木舞 音地正行            | 2月3日        |
| 第6話  | 海辺の城                 | 水上清資 | 鈴木行            | 石田美由紀 田中瑛                   | 岩崎隼平 高橋こう平 シモイロブ・パベロ 橋本真希 福江光恵 | 飯塚晴子 千葉充 谷川政輝   | 2月10日       |
| 第7話  | いつわりのさよなら       | 冨田頼子 | 大畑清隆          | 森田侑希                            | 森藤希子 二宮奈那子 大西紀子 田守優希 千葉充             | 古木舞 音地正行            | 2月17日       |
| 第8話  | あなたを見つめつづければ | 和場明子 | 鈴木洋平          | 田中瑛                              | 高橋みか 坂本哲也                                        | 坂本哲也                   | 2月24日       |
| 第9話  | ラドクリフ工房           | 和場明子 | 鈴木健太郎        | 海宝興蔵 石田美由紀                 | 河村あかり 下江一正 前田ゆり子 田中愛美 二宮那奈子       | 古木舞 音地正行            | 3月3日        |
| 第10話 | ペイジ工房の令嬢         | 冨田頼子 | 大畑清隆          | 森田侑希                            | 川島明子 五十嵐俊介 水澤智可                             | 飯塚晴子 千葉充 音地正行   | 3月10日       |
| 第11話 | つくるべきもの           | 水上清資 | 鈴木健太郎        | 泉しづか 海宝興蔵                   | 大西紀子 森藤希子 鷲田敏弥 大野勉                        | 古木舞 谷川政輝            | 3月17日       |
| 第12話 | 離したくなかった         | 水上清資 | 鈴木行            | 田中瑛                              | 田中愛美 坂本哲也 高橋みか                               | 坂本哲也                   | 3月24日       |
| 第13話 | 湖水と緑の工房           | 和場明子 | 鈴木健太郎        | 田中瑛 石田美由紀                   | 前田ゆり子 下江一正 田中愛美 河村あかり                  | 古木舞                     | 7月7日        |
| 第14話 | 再び、挑むとき           | 冨田頼子 | 大畑清隆          | 松井郁洋 三橋和弥                   | 大野勉 グレーン EN.studio                                | 飯塚晴子 音地正行 谷川政輝 | 7月14日       |
| 第15話 | 誰かのための砂糖菓子     | 和場明子 | 頂真司            | 森田侑希                            | 森藤希子 大西紀子 二宮那奈子                             | 古木舞 千葉充              | 7月21日       |
| 第16話 | 最初の銀砂糖             | 冨田頼子 | 鈴木健太郎        | 田中瑛                              | 田中愛美 坂本哲也 高橋みか                               | 坂本哲也                   | 7月28日       |
| 第17話 | 紋章なき城               | 水上清資 | 鈴木行            | 森田侑希                            | 仲弥幸一 川島明子 五十嵐俊介 水澤智可                    | 飯塚晴子 音地正行 谷川政輝 | 8月4日        |
| 第18話 | 幽霊なんかこわくない     | 和場明子 | 鈴木洋平          | 石田美由紀                          | 前田ゆり子 下江一正 河村あかり                           | 古木舞                     | 8月11日       |
| 第19話 | 猫の手も借りたい         | 冨田頼子 | 鈴木健太郎        | 泉しづか                            | 森藤希子 大野勉 千葉充                                   | 谷川政輝 千葉充            | 8月18日       |
| 第20話 | 紫の約束                 | 和場明子 | 田中瑛 石田美由紀 | 田中瑛 石田美由紀                   | 田中愛美 河村あかり 前田ゆり子                           | 坂本哲也 古木舞            | 8月25日       |
| 第21話 | 赤い妖精                 | 水上清資 | 頂真司            | 田中瑛 石田美由紀                   | 高橋みか 田中愛美 下江一正 河村あかり 前田ゆり子         | 坂本哲也 古木舞            | 9月1日        |
| 第22話 | 妖精と人と               | 冨田頼子 | 鈴木健太郎        | 松井郁洋 三橋和弥                   | 大野勉 グレーン EN.studio                                | 飯塚晴子 谷川政輝 音地正行 | 9月8日        |
| 第23話 | 妖精王となる者           | 和場明子 | 岩崎良明          | 森田侑希                            | 二宮那奈子 森藤希子 高澤美佳 大西紀子                    | 千葉充 古木舞              | 9月15日       |
| 第24話 | 新しいかたち             | 水上清資 | 鈴木洋平          | 田中瑛 海宝興蔵 石田美由紀 泉しづか | 坂本哲也 高橋みか 田中愛美                               | 飯塚晴子 坂本哲也          | 9月22日       |

### 放送局
| 放送期間               | 放送時間                     | 放送局     | 対象地域 | 備考                                            |
| ---------------------- | ---------------------------- | ---------- | -------- | ----------------------------------------------- |
| 2023年1月6日 - 3月24日 | 金曜 21:30 - 22:00           | AT-X       | 日本全域 | 製作参加 / CS放送 / 字幕放送 / リピート放送あり |
|                        | 金曜 22:30 - 23:00           | TOKYO MX   | 東京都   |                                                 |
|                        | 金曜 23:30 - 土曜 0:00       | BS朝日     | 日本全域 | 製作参加 / BS/BS4K放送 / 『アニメA』枠          |
| 2023年1月7日 - 3月25日 | 土曜 0:00 - 0:30（金曜深夜） | サンテレビ | 兵庫県   |                                                 |
|                        | 土曜 23:30 - 日曜 0:00       | KBS京都    | 京都府   |                                                 |

| 配信開始日            | 配信時間                     | 配信サイト |
| --------------------- | ---------------------------- | --- |
| 2023年1月6日          | 金曜 22:00 更新              | dアニメストア DMM TV |
| 2023年1月13日         | 金曜 22:00 - 22:30           | ニコニコ生放送 [ 57 ] ABEMA [ 58 ] |
| 2023年1月13日以降順次 | 金曜 22:00 以降順次更新      | ひかりTV GYAO! FOD バンダイチャンネル Hulu TELASA J:COMオンデマンドメガパック milplus見放題パックプライム アニメ放題 Amazon Prime Video ABEMAビデオ AnimeFesta U-NEXT Rakuten TV music.jp ビデオマーケット HAPPY!動画 クランクイン！ビデオ |
| 2023年1月14日         | 土曜 0:30 - 1:00（金曜深夜） | ニコニコチャンネル |

| 放送期間               | 放送時間                     | 放送局     | 対象地域 | 備考                                            |
| ---------------------- | ---------------------------- | ---------- | -------- | ----------------------------------------------- |
| 2023年7月7日 - 9月22日 | 金曜 21:30 - 22:00           | AT-X       | 日本全域 | 製作参加 / CS放送 / 字幕放送 / リピート放送あり |
|                        | 金曜 22:30 - 23:00           | TOKYO MX   | 東京都   |                                                 |
|                        | 金曜 23:30 - 土曜 0:00       | BS朝日     | 日本全域 | 製作参加 / BS/BS4K放送 / 『アニメA』枠          |
| 2023年7月8日 - 9月23日 | 土曜 0:00 - 0:30（金曜深夜） | サンテレビ | 兵庫県   |                                                 |
|                        | 土曜 23:30 - 日曜 0:00       | KBS京都    | 京都府   |                                                 |

| 配信開始日            | 配信時間                | 配信サイト |
| --------------------- | ----------------------- | --- |
| 2023年7月7日          | 金曜 22:00 更新         | dアニメストア DMM TV |
| 2023年7月14日以降順次 | 金曜 22:00 以降順次更新 | ニコニコ生放送 ニコニコチャンネル FOD バンダイチャンネル Hulu TELASA J:COMオンデマンドメガパック milplus見放題パックプライム アニメ放題 Amazon Prime Video ABEMA AnimeFesta U-NEXT Rakuten TV music.jp ビデオマーケット HAPPY!動画 クランクイン！ビデオ |

### BD / DVD
| 巻 | 発売日         | 収録話          | 規格品番  | 規格品番   |
| 巻 | 発売日         | 収録話          | BD        | DVD        |
| -- | -------------- | --------------- | --------- | ---------- |
| 1  | 2023年4月26日  | 第1話 - 第6話   | KAXA-8521 | KABA-11311 |
| 2  | 2023年5月24日  | 第7話 - 第12話  | KAXA-8522 | KABA-11312 |
| 3  | 2023年10月25日 | 第13話 - 第18話 | KAXA-8523 | KABA-11313 |
| 4  | 2023年11月29日 | 第19話 - 第24話 | KAXA-8524 | KABA-11314 |

### WEBラジオ
『ヒューとキャットのシュガーアップルラジオ』が、2023年2月10日から9月22日まで音泉にて不定期で、前野智昭（ヒュー・マーキュリー役）と寺島拓篤（キャット役）のパーソナリティにより全4回が配信された。